# La Bouteille
La Bouteille ist eine französische Gemeinde mit 468 Einwohnern (Stand 1. Januar 2022) im Département Aisne in der Region Hauts-de-France. Sie gehört zum Arrondissement Vervins, zum Kanton Vervins und zum Gemeindeverband Thiérache du Centre.

## Geographie
Die Gemeinde La Bouteille liegt im Zentrum der Landschaft Thiérache am Fluss Ton, sechs Kilometer nordöstlich von Vervins und elf Kilometer südwestlich von Hirson. Umgeben ist La Bouteille von den Nachbargemeinden Étréaupont im Nordwesten und Norden, Ohis im Nordosten, Origny-en-Thiérache im Osten, Landouzy-la-Cour im Südosten, Vervins im Südwesten sowie Fontaine-lès-Vervins im Westen.

## Geschichte
Der Ort und sein Name gehen auf die Gründung einer Flaschenfabrik im Jahr 1540 zurück.

### Bevölkerungsentwicklung
| Jahr      | 1962 | 1968 | 1975 | 1982 | 1990 | 1999 | 2006 | 2014 | 2022 |
| Einwohner | 656  | 633  | 549  | 514  | 502  | 508  | 515  | 495  | 468  |

## Sehenswürdigkeiten
- Wehrkirche Notre-Dame, erbaut im 16. Jahrhundert, Monument historique seit 1995[1]
- Kloster Foigny, ehemalige Zisterzienserabtei

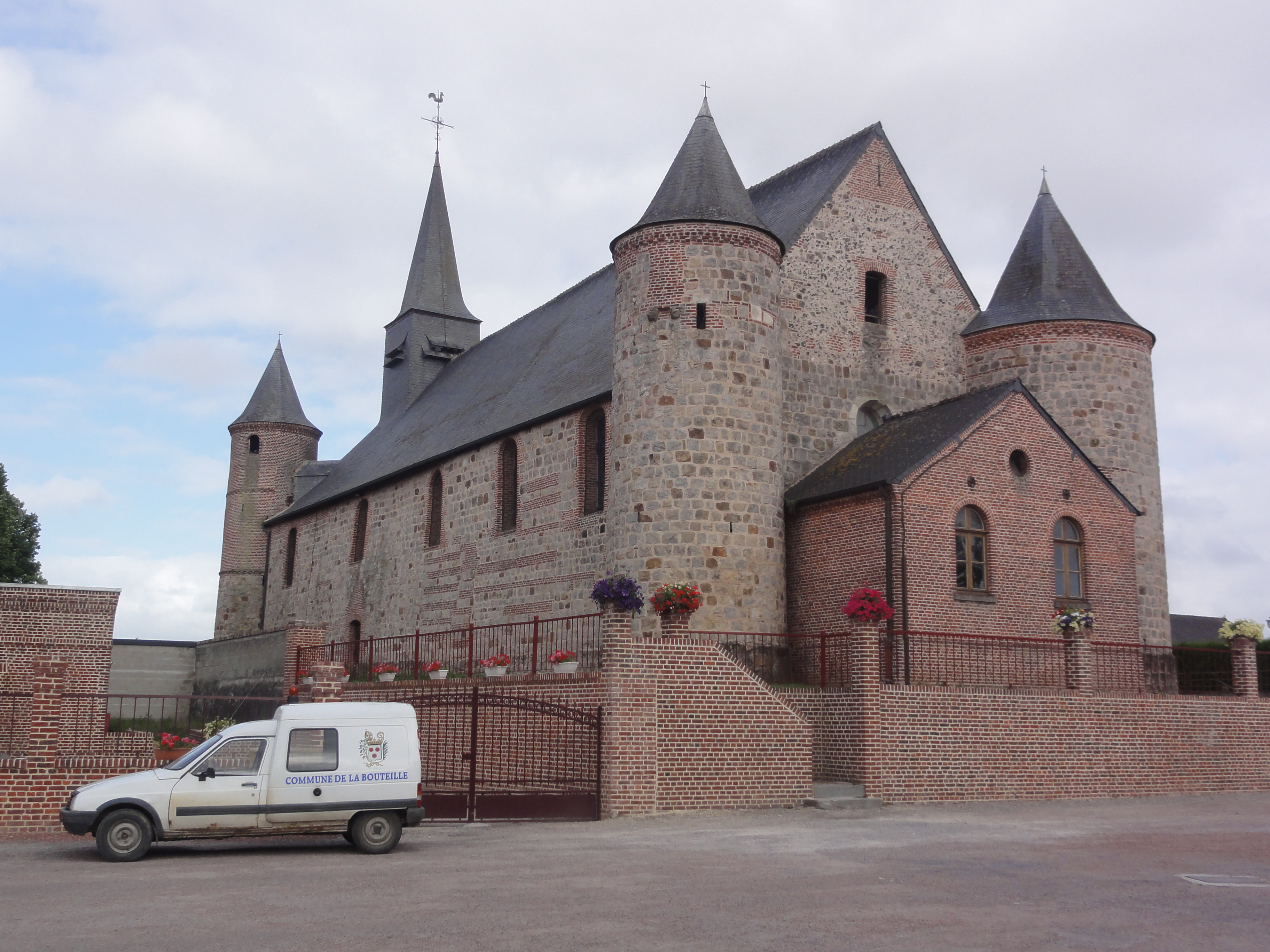
Kirche Notre-Dame
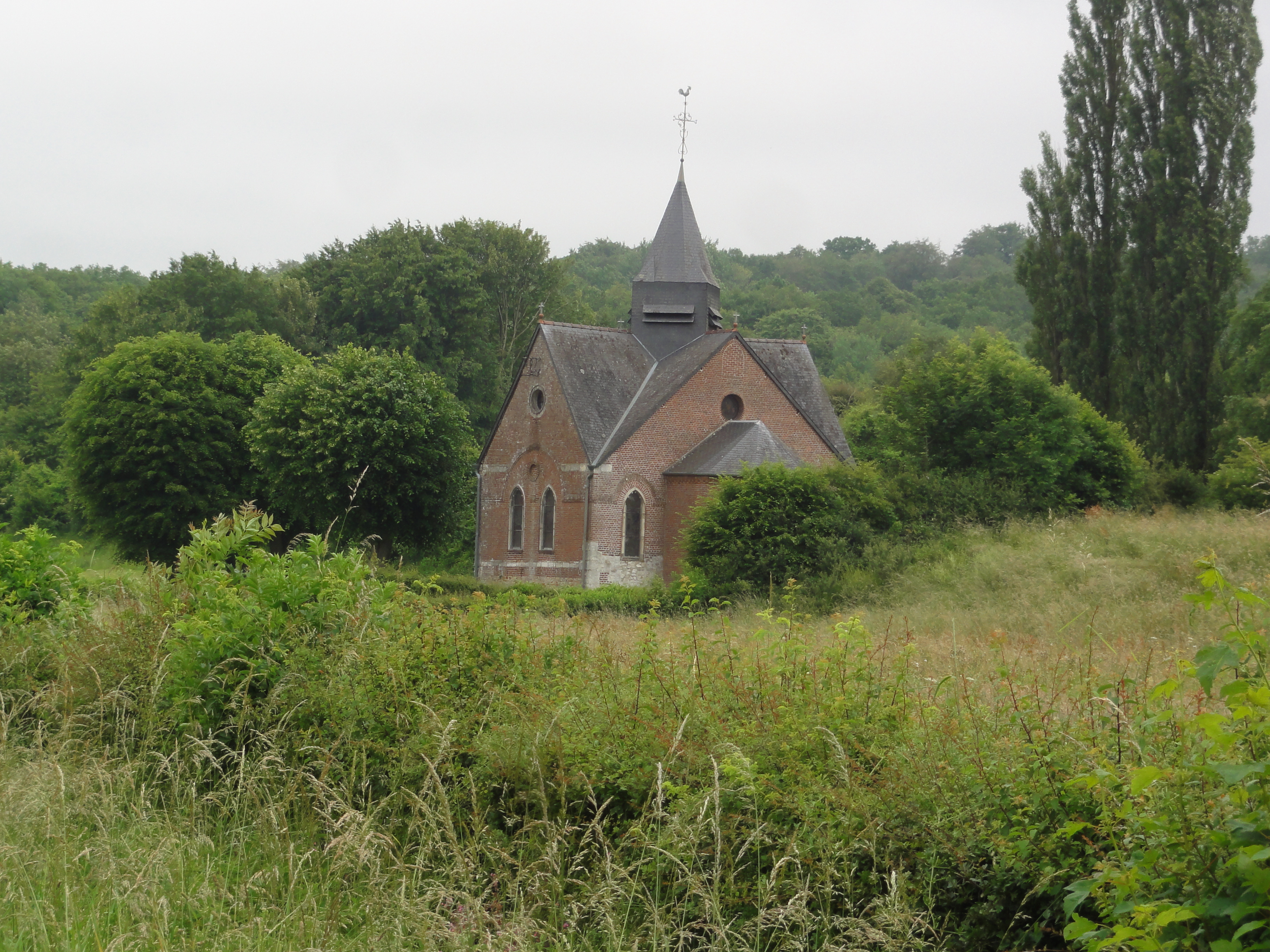
Erinnerungskapelle der Abtei Floigny
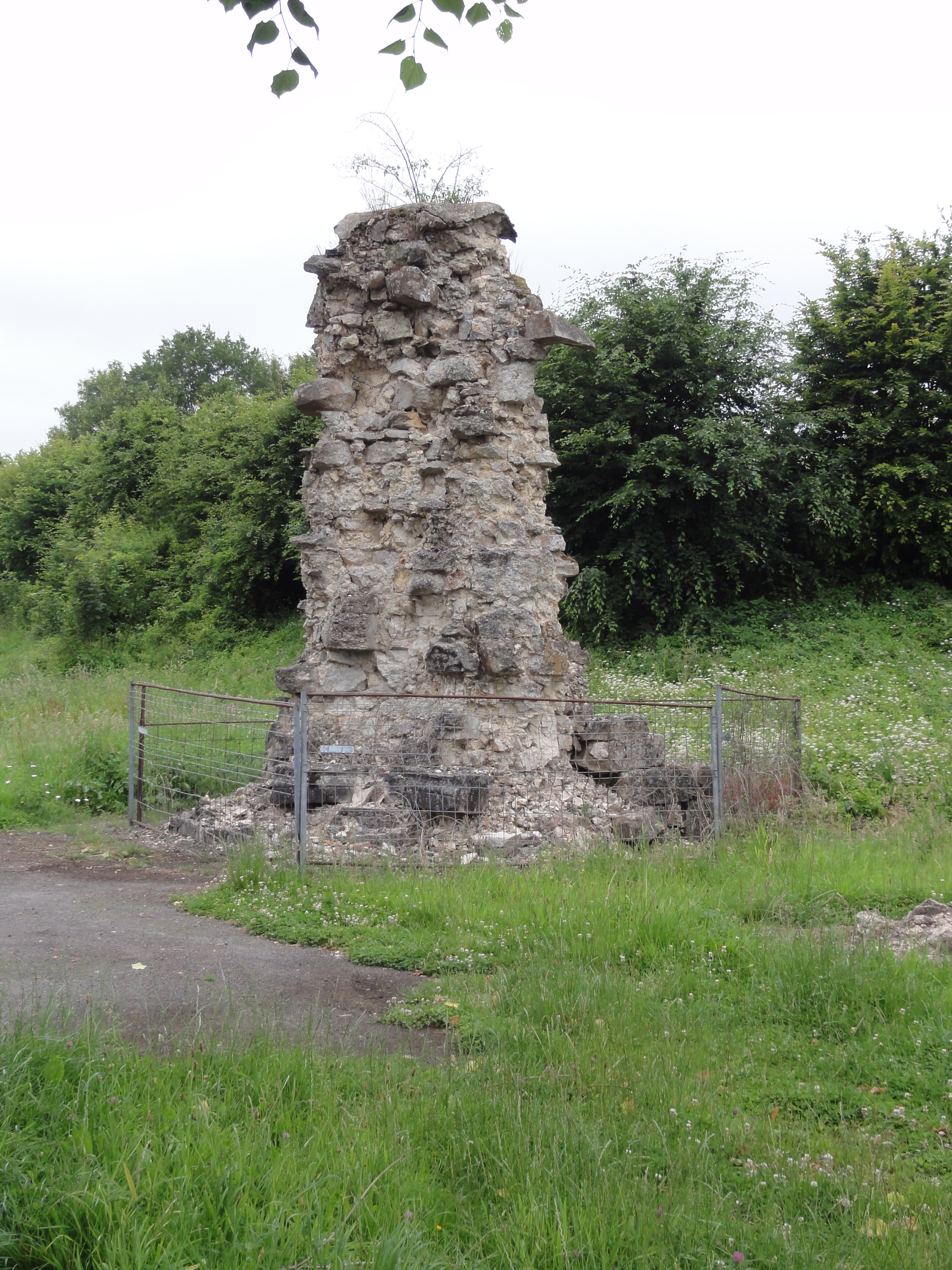
Ruinen des Klosters Foigny
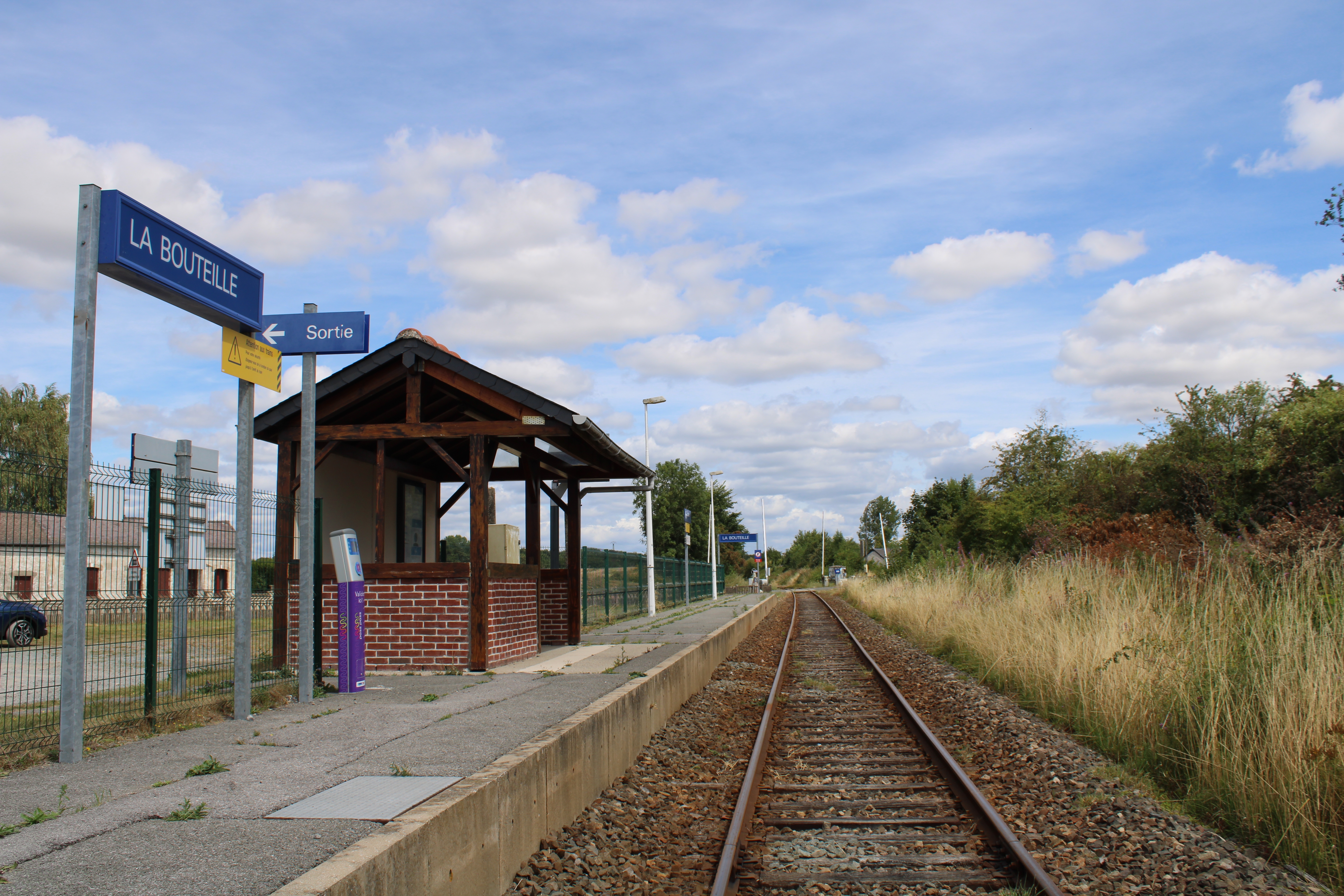
Bahnhaltepunkr La Bouteille
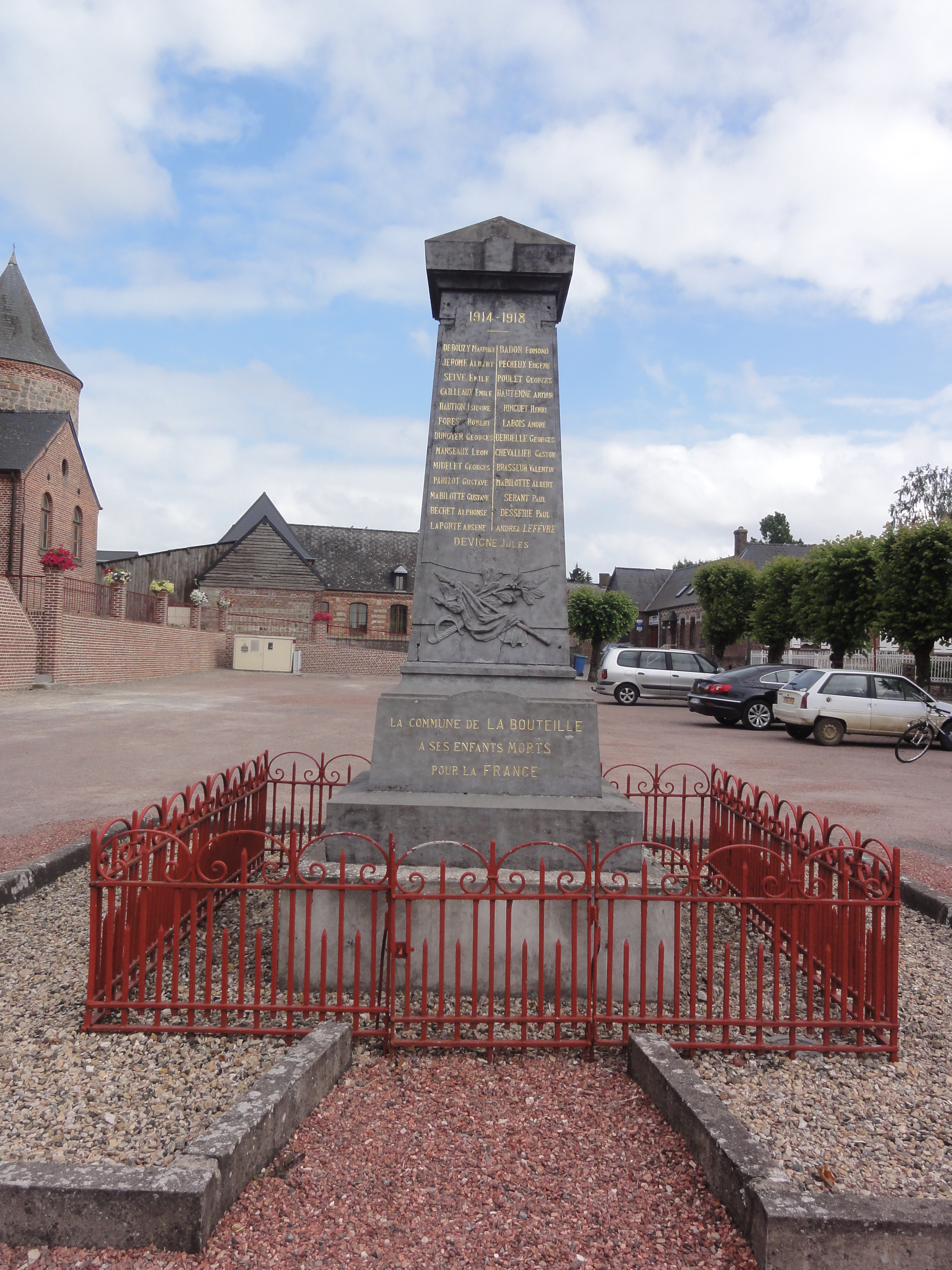
Gefallenendenkmal